# Палицын, Андрей Фёдорович
Андре́й Фёдорович Па́лицын (конец 1580—1640) — русский военный и государственный деятель первой половины XVII века. Представитель рода Палицыных., являлся двоюродным племянником известного деятеля Смутного времени, келаря Троице-Сергиевой Лавры Авраамия Палицына. Его отец — Федор Сысоевич-Зерзнев-Палицын был двоюродным братом Авраамия и имел поместья в Деревской и Обонежской пятинах.
Будучи сыном боярским, Андрей служил с 1604 года у окольничего Якова Михайловича Годунова (ум. 1607), от которого в 1608 году отъехал к Лжедмитрию II. Осенью 1608 году, вместе с другими тушинцами, он послан был Иваном Заруцким в Тотьму выпустить из тюрьмы опальных людей, с каковой целью там же, в Тотьме, была составлена подложная грамота. В начале декабря 1608 года в Тотьме началось восстание против тушинцев, А. Ф. Палицын был арестован. Спасло его от расправы заступничество близких родственников, включая и Авраамия Палицына. В показаниях Палицына на допросе схватившими его властями есть указание на происхождение Лжедимитрия II и на окружавший его служебный персонал. Под влиянием первых успехов М. В. Скопина-Шуйского, Андрей Палицын перешел на сторону царя Василия и принял активное участие в борьбе против тушинцев.
В 1609 году учувствовал в походе М. В. Скопина-Шуйского под Москву. Его отец в это время назначен Василием Шуйским воеводою на Белозеро. Сам А. Ф. Палицын за верную службу получил в 1610 году 300 четвертей земли и поместья в Деревенской пятине — сельцо Тысва (Тисма) с двумя деревнями.
После свержения Василия Щуйского и установления в Москве Семибоярщины, А. Ф. Палицын вместе с москвичами 17 августа 1610 года перешёл на сторону Сигизмунда III: и присягнул польскому королевичу Владиславу. В 1610 году польский король отправил из-под Смоленска грамоту на имя Фёдора Мстиславского и его соправителей о пожаловании Палицына чином стряпчего. Польский король также утвердил за ним его вотчины.
Но уже в следующем 1611 году Палицын указан в числе ратных людей Троице-Сергиева монастыря, оборонявших Лавру от поляков и казаков. Когда в марте 1611 года узнали, что поляки подожгли Москву, архимандрит и келарь наспех послали его к столице на помощь с 50 монастырскими слугами и 200 стрельцами, с которыми он присоединился к ополчению Прокопия Ляпунова. После гибели Ляпунова, уже в августе того же года Троицкие власти отозвали Андрея Палицына обратно для охраны монастыря. В ноябре он был лишен своих вотчин в Новгородской земле, как «изменник» присягнувший Москве.
В апреле 1612 года Андрей Палицын подписал грамоту к князю Д. М. Пожарскому, призывая нижегородцев двигаться быстрее к Москве, а в августе Д. М. Пожарский был в Лавре и они познакомились лично. Вскоре последовало назначение Палицына воеводой в Углич, где он пробыл до апреля 1613 года.
В апреле 1613 года стряпчий Андрей Федоров сын Палицын находился в составе делегации, посланной к царю с просьбой ускорить прибытие его в Москву. В сентябре 1613 года он возглавил передовой отряд казаков в походе на Новгород, где активно действовал в районе г. Старой-Русы.
В 1614 году Палицын в качестве воеводы был под Осташковом, где его люди имели бой с литовцами, взяли несколько языков и отправили в Москву. В конце августа 1614 года А. Ф. Палицын был в Москве, где был пожалован царем у стола бархатной шубой на соболях и серебряным ковшом.
В 1615 году Андрей Палицын возглавлял отряд из 2 тысяч человек, что говорит о его заслугах по привлечению казаков на службу Михаилу Романову.Правительство Михаила Романова высоко оценило заслуги Андрея Палицына. Он оказался единственным воеводою, который получил вторично от царя достойную награду — шубу на соболях, причем через полгода после получения первой наградной шубы. Это событие произошло 25 марта 1615 года.
Андрею Палицыну не сохранили звание стряпчего, данное ему Сигизмундом в 1610 году, но зато внесли в список московских дворян (88). что позволило получить наивысшей оклад в 1.000 четей и денежным жалованием в 130 рублей.
Впоследствии Палицын был воеводой в Муроме (1617—1618) и Мангазее (1629—1631), откуда прибыл в сентябре 1632 году в Москву и представил в приказ Казанского дворца чертёж реки Лены и «роспись землиц и людей», «кочевых и сидячих», обитающих по берегам этой реки, которых можно взять под высокую государеву руку и обложить ясаком. В Москве его вначале посадили под домашний арест (из-за конфликтов в мангазее с воеводою Г. Кокоревым, приведших к человеческим жертвам с обеих сторон). Однако А. Ф. Палицын сумел быстро оправдаться и в феврале 1633 года был допущен к «государевой руке» и получил благословение у патриарха Филарета. В апреле 1633 года участвовал в качестве московского дворянина в почётном карауле во дворце.
В июле 1634 года, во время отъезда царя в Николо-Угрешский монастырь оставался в Москве с окольничим М. М. Салтыковым.
В 1639 году Палицын был воеводой в Ярославле.
В 1639 году А. Ф. Палицын был послан в Шую для производства следствия по действиям местного земского старосты и посадских людей.
В 1640 году он был назначен засечным воеводою у Щегловской засеки. (99)
Когда он умер, неизвестно, но в боярских книгах значится в числе московских дворян ещё в 1640 году.. По видимому это произошло в начале 1641 года, так как его сын в челобитной 1641 года пишет о нём, как об умершем.
Челобитные Андрея Палицына готовились к изданию в книжной серии «Литературные памятники Сибири», однако книга не вышла по финансовым причинам.

## Семья
Жена: Пелагея Богдановна и два сына:
- Федор Андреевич
- Василий Андреевич